# Lijst van Braziliaanse autosnelwegen

Het Braziliaanse autosnelwegnet (in het rood)

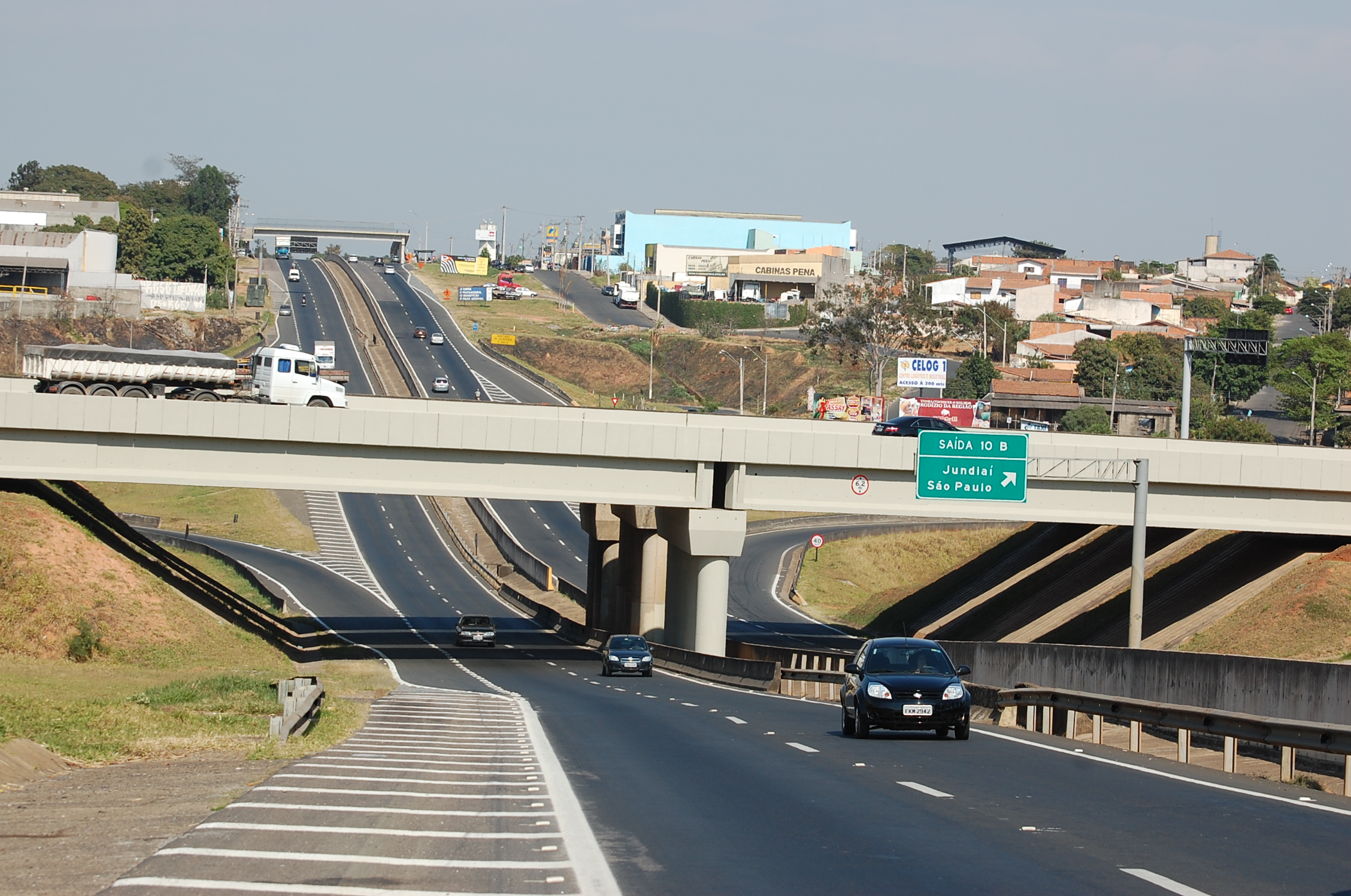
Rodovia dos Bandeirantes (SP-348)

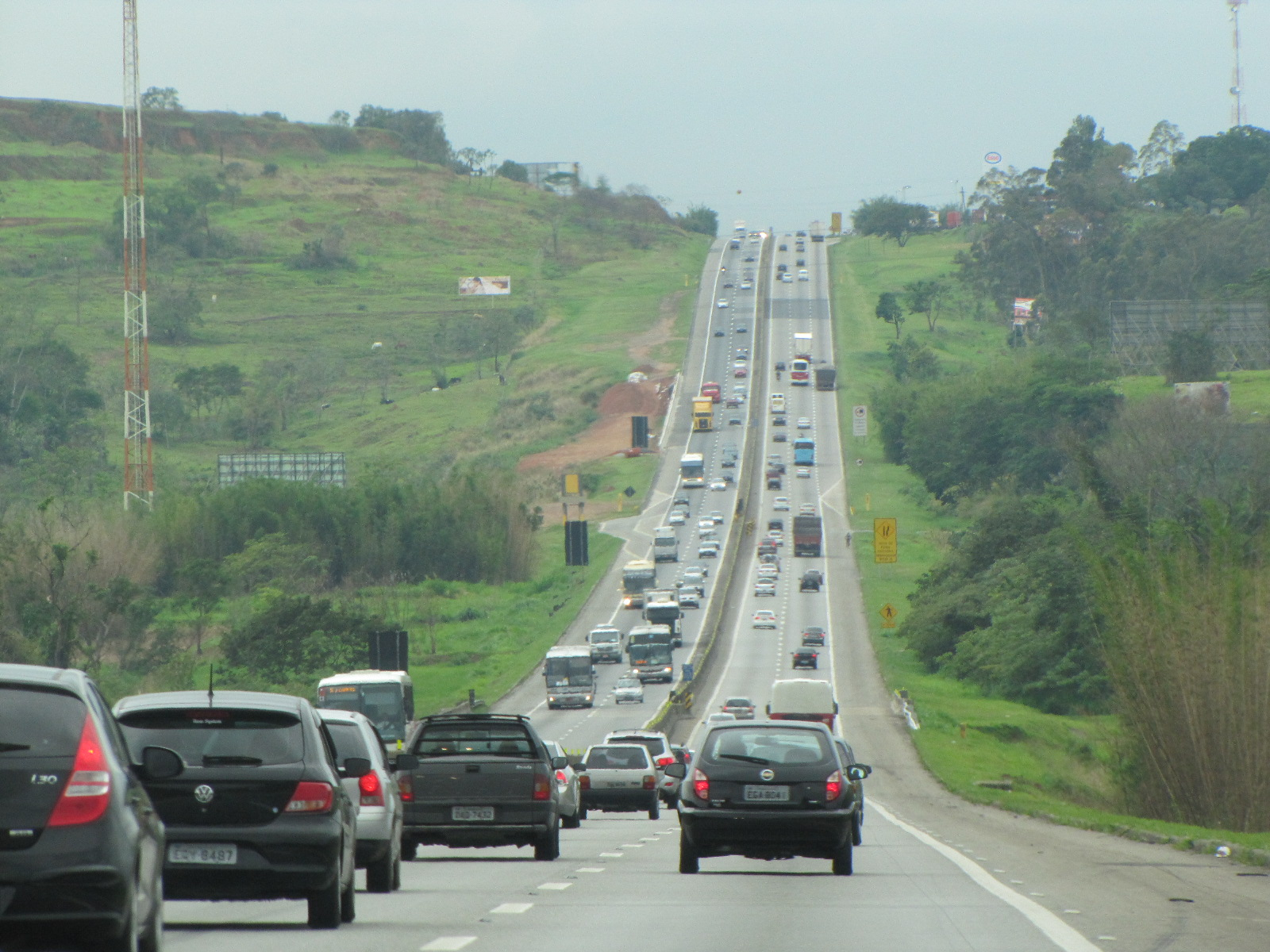
Rodovia Presidente Dutra (BR-116/SP-60)

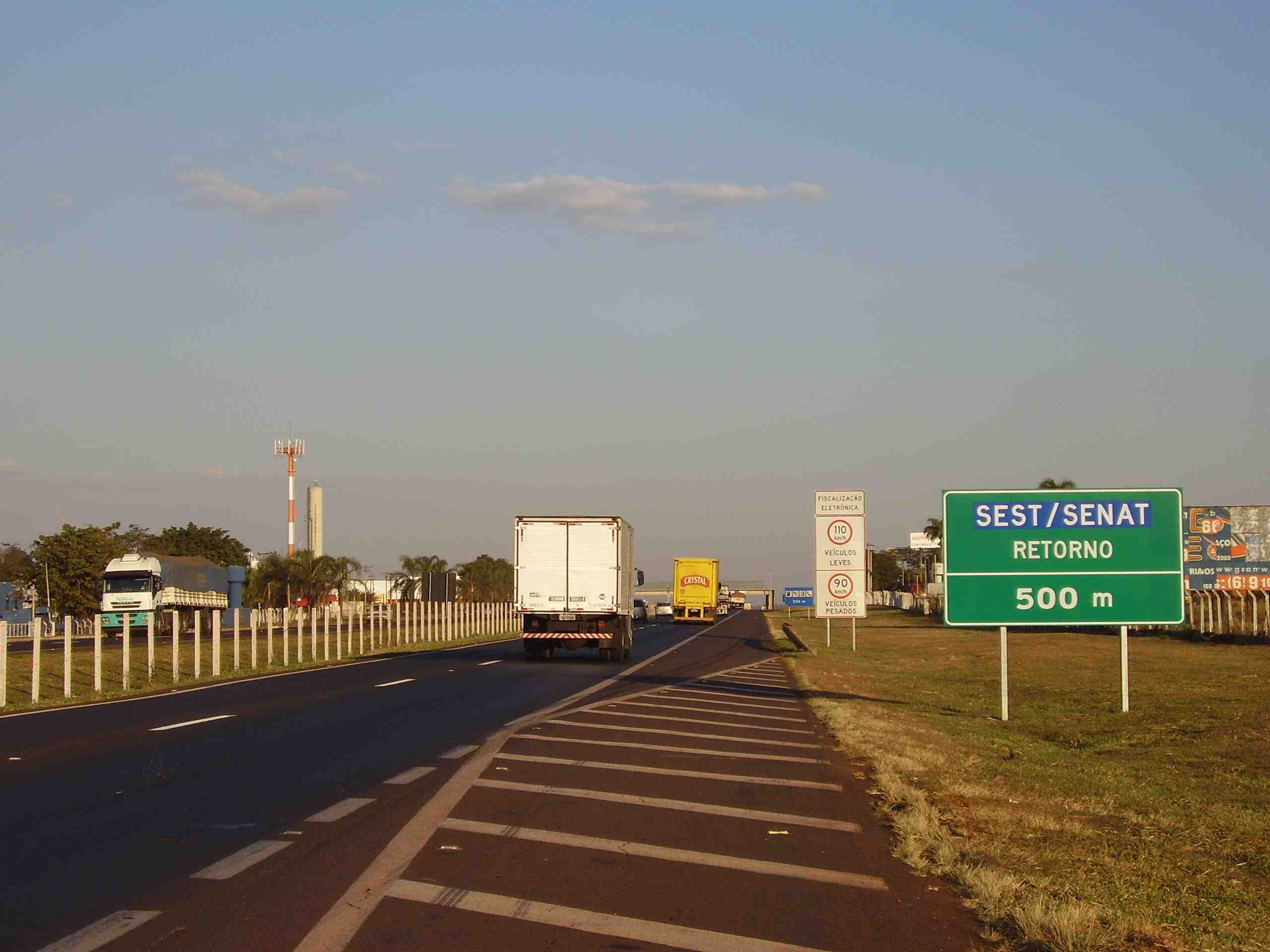
BR-050

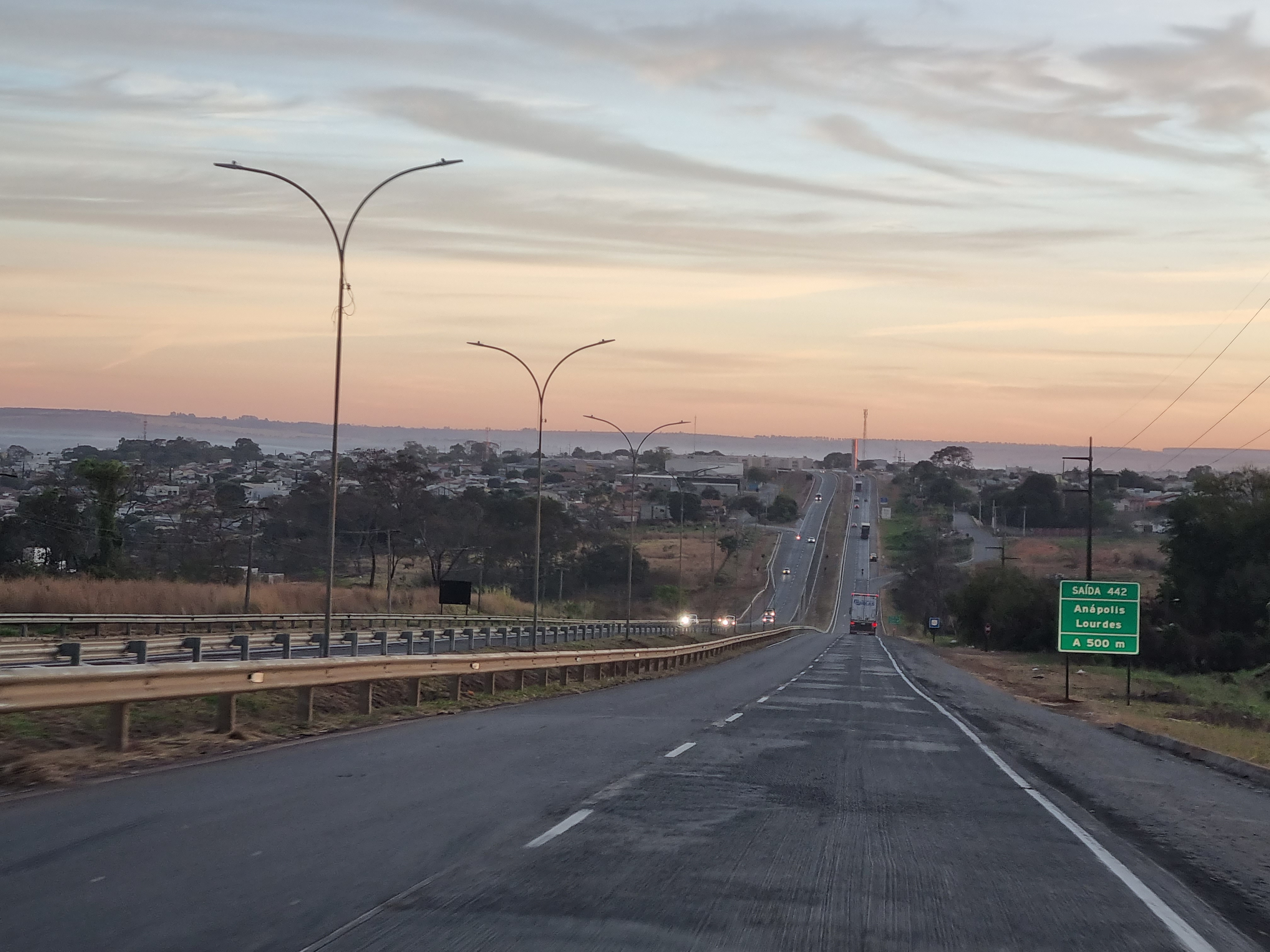
BR-153

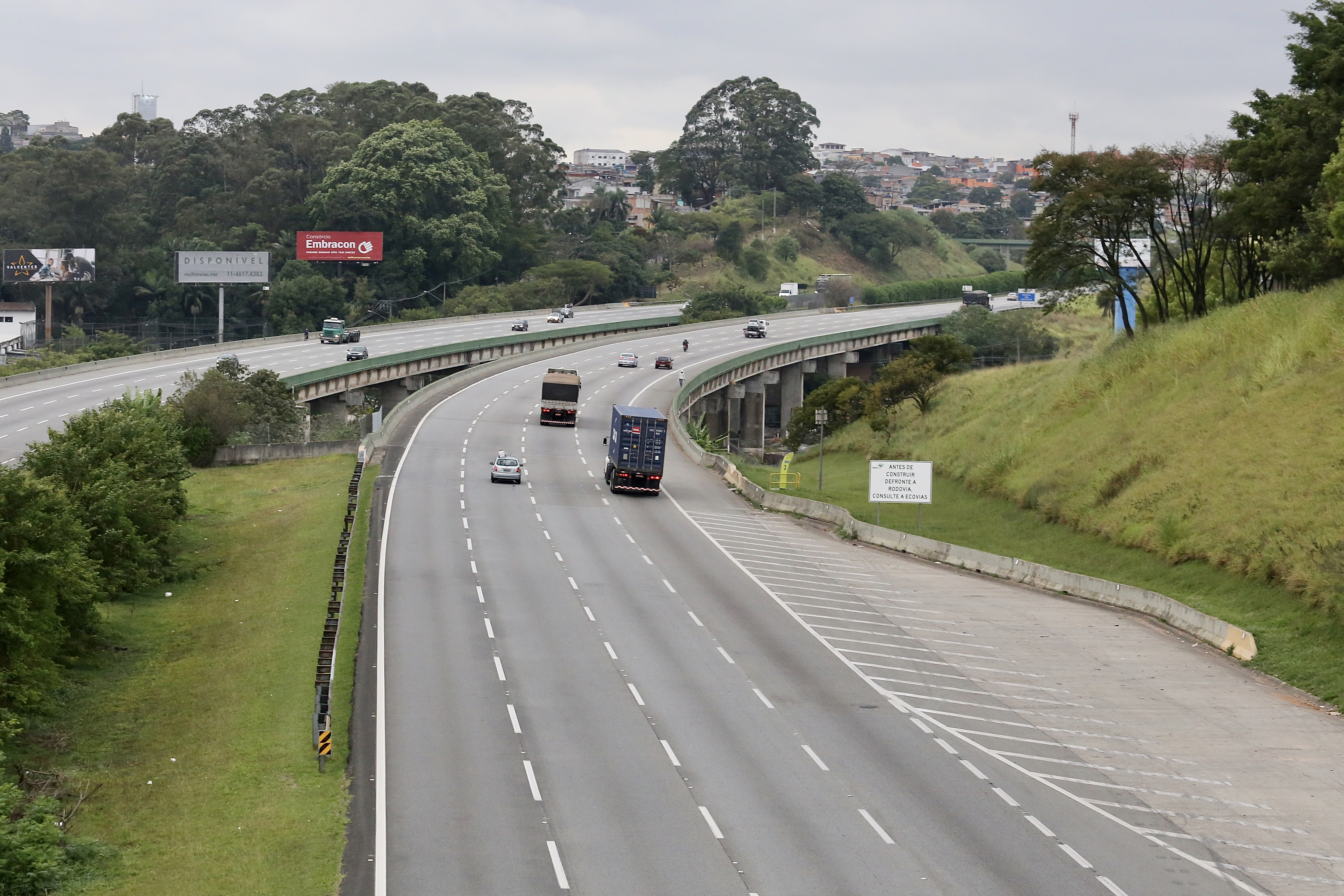
Rodovia dos Imigrantes (SP-160)

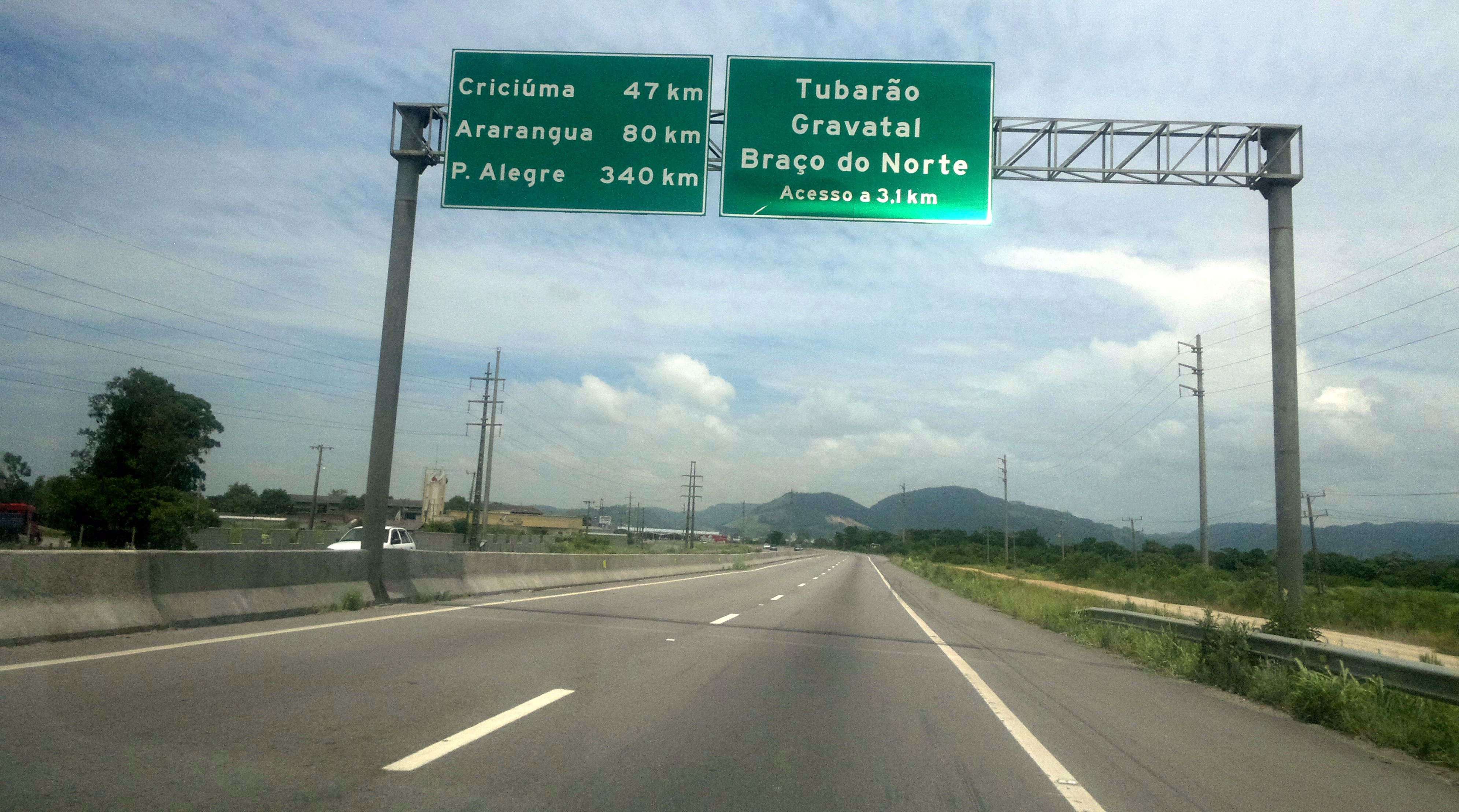
BR-101

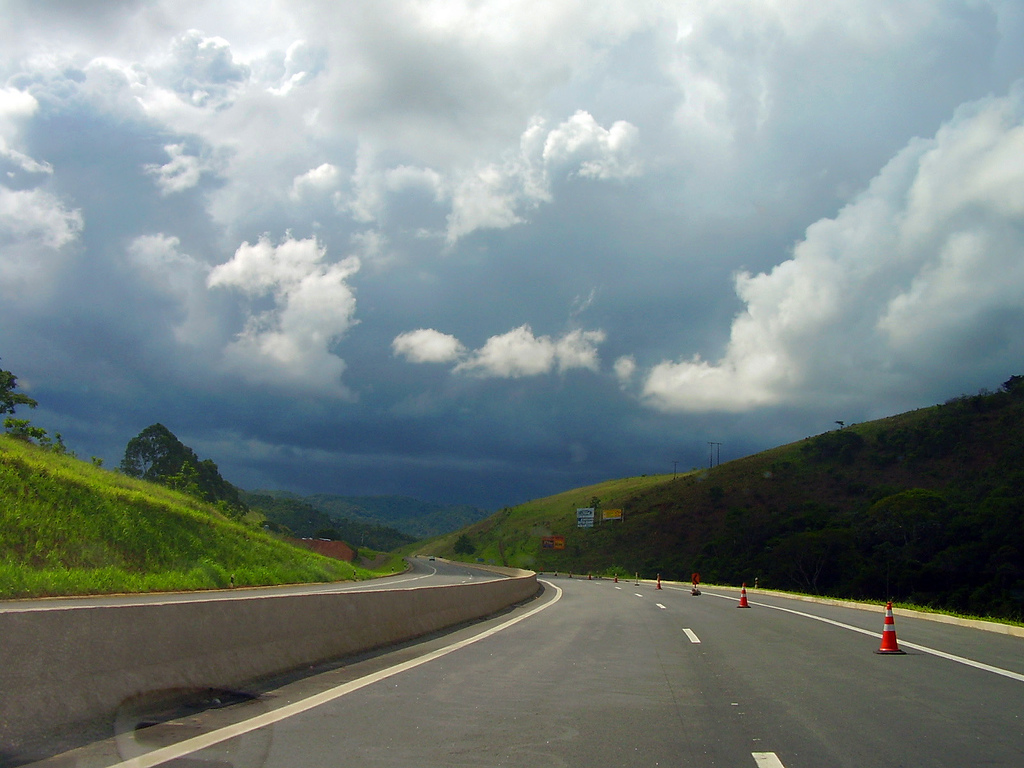
BR-040

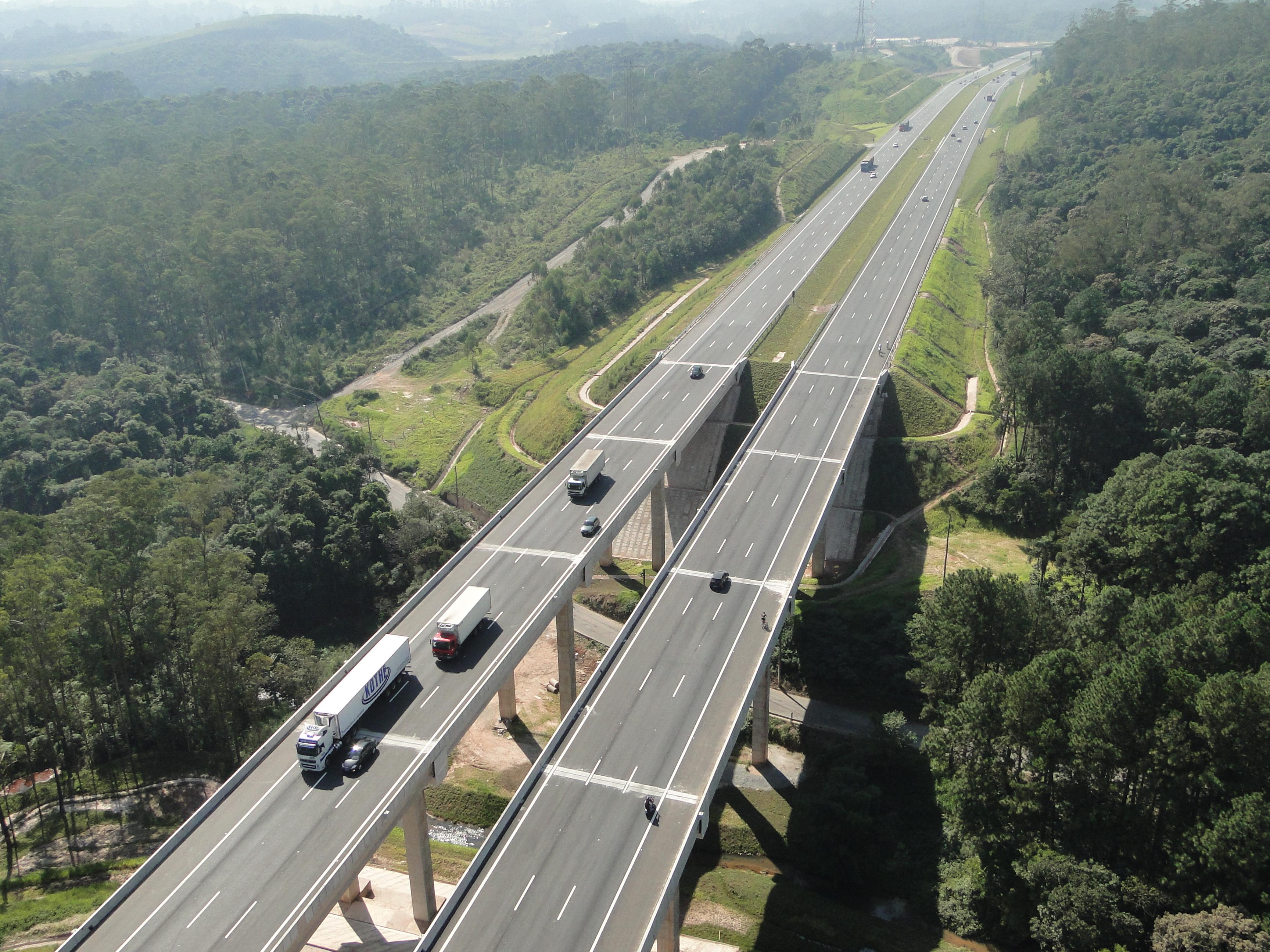
Rodoanel Mário Covas (SP-21)

Hieronder volgt een lijst van autosnelwegen in Brazilië. De snelwegen maken soms deel uit van het Braziliaanse hoofdwegennet (rodovia) en worden soms via expressa, via rápida of via reservada genoemd. De meeste snelwegen liggen in de staat São Paulo. Op veel snelwegen moet tol (pedágio) worden betaald.
- BR-040 - Een weg, uitgebouwd als snelweg over 157 kilometer (van Sete Lagoas tot Belo Horizonte (67 kilometer), een ringweg om Três Rios (10 kilometer) en een stuk van Areal tot Rio de Janeiro (80 kilometer)).[1]
- BR-050 of Litoral Paulista-Capital do Brasil (of SP-330 (Rodovia Anhanguera)), grotendeels uitgebouwd als snelweg, onder andere van Uberlândia tot Santos.[2][3][4][5]
- BR-060 - Een weg, deels uitgebouwd als snelweg van Brasília tot Anápolis.[6]
- BR-101 - Een weg, deels uitgevoerd als snelweg onder andere tussen Rio Bonito en Rio de Janeiro.[7][8] In de staat São Paulo wordt de weg SP-55 (Rodovia Padre Manuel da Nóbrega/Rodovia Doutor Manuel Hipólito Rego) genoemd. In 2024 werd 50 kilometer Contorno Viário da Grande Florianópolis geopend.[9]
- BR-116 – Een weg, uitgevoerd als snelweg tussen Porto Alegre en Pelotas, Petrópolis en Rio de Janeiro, en tussen Rio de Janeiro en São Paulo (Rodovia Presidente Dutra of SP-60)[10] en tussen São Paulo en Curitiba (Rodovia Régis Bittencourt of SP-230).[11][12]
- BR-153 - Een weg van Goiânia tot voorbij Anápolis.[13][14]
- BR-163 - Een weg, die over 100 kilometer als snelweg is uitgebouwd in Mato Grosso tussen Posto Gil en Nova Mutum.[15]
- BR-232 - Een weg, die als snelweg is uitgebouwd vanaf Recife naar het westen.
- BR-277 - Een weg, uitgebouwd als snelweg rond Curitiba.[16][17]
- BR-282 - Een weg, uitgebouwd als snelweg (Via Expressa de Florianópolis) rond Florianópolis.[18]
- BR-290 - Een weg, uitgebouwd als snelweg rond  Porto Alegre.
- BR-324 - Een weg, waarvan 100 kilometer als snelweg tussen Salvador de Bahia  en Feira de Santana.[19]
- BR-356 – Een weg, uitgevoerd als snelweg in Belo Horizonte.[20]
- BR-376 - Een weg, tussen Ponta Grossa en Campo Largo als snelweg uitgebouwd.[21]
- BR-374 (of SP-280 (Rodovia Castelo Branco)) - Een weg, waarvan 315 kilometer snelweg tussen São Paulo tot aan Santa Cruz do Rio Pardo.[22]
- BR-381 of Rodovia Fernão Dias (SP-10) – Een weg tussen São Paulo en Belo Horizonte van 585 kilometer, volledig als snelweg uitgebouwd sinds 2005.[23]
- BR-491 of RJ-109 of Arco Metropolitano do Rio de Janeiro - Een ringweg van 145 kilometer om Rio de Janeiro.[24]
- SP-15 of Marginal Pinheiros/Marginal Tietê -  – Een ringweg om São Paulo van 47 kilometer.
- SP-19 of Rodovia Helio Smidt - Een weg van 7 kilometer in São Paulo.
- SP-21  of Rodoanel Mário Covas – Een ringweg om São Paulo.
- SP-41 of Rodovia Antonio Carlos Moraes - Een weg van 8 kilometer tussen de Rodovia Anchieta en de Rodovia dos Imigrantes.
- SP-59 of Interligação Anchieta - Imigrantes - Een weg van 2 kilometer tussen de Rodovia Anchieta en de Rodovia dos Imigrantes.
- SP-65 of Rodovia Dom Pedro I - Een weg van 145 kilometer tussen Campinas en Jacarei.
- SP-70 of Rodovia Ayrton Senna/Rodovia Governador Carvalho Pinto – Een weg van 133 kilometer tussen São Paulo en Tabauté.[25]
- SP-75 of Rodovia Sen. José Ermírio de Moraes - Een weg van 78 kilometer van Socoraba tot Campinas.
- SP-83 of Rodovia José Roberto Magalhães Teixeira - Een 18 kilometer lange ringweg om Campinas.
- SP-88 of Rodovia Pedro Eroles - Een weg, uitgebouwd over 11 kilometer als snelweg tussen de SP-70 en Mogi das Cruzes.
- SP-99 of Rodovia dos Tamoios - Een weg van 82 kilometer tussen São José dos Campos en Caraguatatuba.[26]
- SP-101 of Rodovia Jornalista Francisco Aguirra Proença - Een weg in Campinas, waarvan 11 kilometer uitgebouwd als snelweg.
- SP-127 of Rodovia Cornélio Pires - Een weg van Capão Bonito via Itapetininga naar Rio Claro.
- SP-147 of Rodovia Engenheiro João Tosello - Een weg waarvan 67 kilometer als snelweg uitgebouwd.[27]
- SP-150 of Rodovia Anchieta – Een weg van 72 kilometer tussen São Paulo en Santos.
- SP-160 of Rodovia dos Imigrantes – Een weg van 72 kilometer tussen São Paulo en Praia Grande.
- SP-162 of Rodovia Ernesto Paterniani - Een ringweg om Piracicaba van 9 kilometer lang.
- SP-209 of Rodovia João Hipólito Martins - Een weg van 21 kilometer tussen de SP-280 bij Itatinga en de SP-300 bij Botucatu.
- SP-225 of Rodovia Engenheiro - Een oost-westweg door de staat São Paulo, waarvan 307 kilometer als snelweg. [28]
- SP-255 - Een noord-zuidweg door de staat São Paulo, waarvan 77 kilometer als snelweg.
- SP-270 of Rodovia Raposo Tavares - Een weg van São Paulo naar Mato Grosso do Sul, waarvan 363 kilometer als snelweg.[29]
- SP-294 of Rodovia Comandante João Ribeiro de Barros - Een weg, waarvan 110 kilometer snelweg tussen Bauru en Marília.
- SP-300 of Rodovia Dom Gabriel Paulino Bueno Couto/Rodovia Marechal Rondon - Een weg, waarvan 460 kilometer snelweg tussen Jundiaí en Itu, en Botucatu tot Mato Grosso do Sul.[30]
- SP-304 - Een weg, waarvan 61 kilometer snelweg tussen Americana en Piracicaba [31]
- SP-310 of Rodovia Washington Luís - Een weg, waarvan 302 kilometer snelweg tot Mirassol.
- SP-321 - Een weg, waarvan 11 kilometer autosnelweg tussen Bauru en de luchthaven Bauru-Arealva.
- SP-326 of Rodovia Brigadeiro Faria Lima - Een weg, waarvan 150 kilometer autosnelweg.[32]
- SP-327 of Rodovia Orlando Quagliato - Een weg van 33 kilometer tussen Santa Cruz do Rio Pardo en Ourinhos.
- SP-332 of Rodovia Professor Zeferino Vaz - Een weg, waarvan 51 kilometer snelweg tussen Campinas en Engenheiro Coelho.[33]
- SP-333 - Een weg, waarvan 125 kilometer snelweg tussen Serrana en Taquaritinga en 74 kilometer rond Marília.[34][35]
- SP-334 of Rodovia Cândido Portinari - Een weg, waarvan 95 kilometer snelweg tussen Ribeirão Preto en Cristais Paulista.[36]
- SP-340- Een weg van 165 kilometer tussen Campinas en Minas Gerais.[37]
- SP-342 - Een weg, waarvan 38 kilometer snelweg tussen Mogi Guaçu en Espírito Santo do Pinhal.
- SP-344 of Rodovia Vereador Rubens Leme Asprino - Een weg, waarvan 23 kilometer snelweg tussen Aguaí en São João de Boa Vista.
- SP-345 - Een weg, waarvan 32 kilometer snelweg tussen Franca en Itirapuã.
- SP-348 of Rodovia dos Bandeirantes - Een weg van 173 kilometer tussen São Paulo en Limeira.[38]
- SP-425 of Rodovia Assis Chateaubriand - Een weg, snelweg onder andere tussen Martinópolis en Presidente Prudente.[39]
- RJ-71 of Linha Vermelha of Via Expressa Presidente João Goulart - Een weg van 22 kilometer door Rio de Janeiro.[40]
- RJ-79 of Linha Amarela - Een weg van 25 kilometer door Rio de Janeiro.
- RJ-104 - Een weg van 25 kilometer door de oostelijke voorsteden van Rio de Janeiro.
- RJ-124 of Rodovia dos Lagos - Een weg tussen de BR-101 en São Pedro da Aldeia.[41][42][43]